# Alexander Adamczyk
Alexander Adamczyk (* 1. August 1903 in Osnabrück; † 22. Februar 1967 in München) war ein deutscher Slavist und Bibliothekar.

## Leben
Adamczyk studierte Slavistik, Germanistik und Geschichte und wurde 1938 promoviert. Von 1938 bis 1945 leitete er die Bibliothek des Osteuropainstituts in Breslau, wobei er von 1942 bis 1945 Kriegsdienst leistete. Außerdem war er in dieser Zeit Lehrbeauftragter für Russisch an der Universität München. 
Seit 1952 leitete Adamczyk die Bibliothek des Osteuropa-Instituts in München. Seine wissenschaftliche Tätigkeit widmete er insbesondere dem Erstellen von Bibliographien, so erschienen von 1953 bis 1959 sechs Beiträge zur osteuropäischen Bibliographie in den Jahrbüchern für Geschichte Osteuropas.

## Veröffentlichungen
- Grundfragen der russischen Versgeschichte, Teil 1: Trediakovskij und die Reform: eine Erörterung über den "Novyj i kratkij sposob k složeniju rossijskich stichov" 1735. Plischke, Breslau 1940 (Breslau, Phil. Diss., 6. März 1940).
- Die Bibliothek des Osteuropa-Institutes. In: Jahrbuch des Osteuropa-Instituts zu Breslau (1940), S. 19–30.

- Die Veröffentlichungen des Osteuropa-Instituts. In: Jahrbuch des Osteuropa-Instituts zu Breslau (1941), S. 17–24.

- Ost- und Südost Europa im westlichen Schrifttum der Nachkriegszeit: ein bibliographischer Leitfaden für Dozenten und Hörer an Volkshochschulen. Osteuropa-Institut, München / Deutsche Gesellschaft für Osteuropakunde, Stuttgart 1956.

- (Mitarb.) zusammen mit Hans Koch (Hrsg.), Roman Hönlinger, Erik V. Kaull, Helmuth Neubauer: Sowjetbuch. Deutscher Industrie-Verlag 1957.

- zusammen mit Günther Stökl: Hans Koch zum Gedenken: Osteuropa-Institut München. In: Jahrbücher für Geschichte Osteuropas, Bd. 7 (1959), H. 2.